# Воробьёв, Николай Михайлович
Николай Михайлович Воробьёв (1855—?) — генерал-лейтенант, участник Первой мировой войны.

## Биография
Родился 15 марта 1855 года. Из дворян Воробьёвых.
Начальное образование получил в Петербургской военной гимназии.
В службу вступил 12 августа 1871 года юнкером и был зачислен в 1-е Павловское военное училище, из которого выпущен 10 августа 1873 года подпоручиком. 17 августа 1874 года переведён в лейб-гвардии Финляндский полк с чином прапорщика. С 23 сентября по 23 ноября 1876 года находился в отставке.
По возвращении на службу в рядах своего полка выступил на Дунайский театр начавшейся русско-турецкой войны 1877—1878 годов. За отличия против турок получил чины подпоручика (30 августа 1877 года) и поручика (16 апреля 1878 года), в 1878 году был награждён орденами св. Анны 4-й степени, св. Станислава 3-й степени с мечами и бантом и св. Анны 3-й степени с мечами и бантом.
17 апреля 1883 года Воробьёв был произведён в штабс-капитаны с переименованием в капитаны военно-учебного ведомства. Тогда же он был назначен офицером-воспитателем Неплюевского кадетского корпуса в Оренбурге и занимал эту должность в течение восьми с лишним лет; 9 апреля 1889 года произведён в подполковники; с 18 марта 1895 года командовал ротой в кадетском корпусе и 2 апреля 1895 года произведён в полковники.
С 1 января 1902 года Воробьёв командовал 242-м резервным Белебеевским батальоном, который 1 июля 1904 года был развёрнут в полк и отправлен на Дальний Восток, где началась русско-японская война. За отличие в боях он был награждён орденами св. Владимира 3-й степени с мечами и св. Станислава 1-й степени с мечами; 15 июня 1905 года был произведён в генерал-майоры (со старшинством от 30 декабря 1904 года) и назначен командиром 1-й бригады 10-й Восточно-Сибирской стрелковой дивизии, с 6 июля того же года командовал 2-й бригадой 61-й пехотной дивизии.
19 октября 1906 года Воробьёв получил назначение на Кавказ, где возглавил 2-ю бригаду 20-й пехотной дивизии. На этой должности он встретил Первую мировую войну. За отличие в Сарыкамышском сражении он 12 марта 1915 года был произведён в генерал-лейтенанты. С 29 марта 1915 года командовал 4-й Кавказской стрелковой бригадой (с 14 сентября 1915 года развернута в дивизию) и сражался на Кеприкейских позициях восточнее Эрзерума. Высочайшим приказом от 31 марта 1916 года ему было пожаловано Георгиевское оружие, а 3 декабря 1916 года он за отличие был награждён орденом св. Георгия 4-й степени.
В следующем году Воробьёв был командующим отдельной группой Кавказской армии (в составе 4-й и 5-й Кавказских стрелковых дивизий, и 2-й Кубанской пластунской бригады) и наносил главный удар по Кеприкею. При общем штурме Эрзерума Воробьёв совместно с колоннами генералов Чаплыгина и Волошина-Петриченко прорывал турецкие позиции севернее крепости, а после соединения отрядов совершил поворот на юг и вышел на западную окраину города.
После Октябрьской революции Воробьёв остался на Кавказе и вступил в Добровольческую армию и затем находился в Вооруженных силах Юга России; с 13 июля 1919 года числился в резерве чинов при штабе Главнокомандующего ВСЮР. Летом 1920 года он состоял без должности в Русской Армии в Крыму.
Дальнейшая судьба его не выяснена.

## Награды
- Орден Святой Анны 4-й степени (1878 год)
- Орден Святого Станислава 3-й степени с мечами и бантом (1878 год)
- Орден Святой Анны 3-й степени с мечами и бантом (1878 год)
- Орден Святого Станислава 2-й степени (1891 год)
- Орден Святой Анны 2-й степени (1896 год)
- Орден Святого Владимира 4-й степени (1897 год, за беспорочную выслугу 25 лет в офицерских чинах)
- Орден Святого Владимира 3-й степени с мечами (1905 год)
- Орден Святого Станислава 1-й степени с мечами (1906 год)
- Орден Святой Анны 1-й степени (1911 год)
- Георгиевское оружие (31 марта 1916 года)
- Орден Святого Георгия 4-й степени (3 декабря 1916 года)